# Gebhard Rath
Gebhard Rath (* 13. April 1902 in Gramastetten als Florian Rath; † 2. März 1979 in Wien) war ein österreichischer Archivar (1956 bis 1968 Generaldirektor des Österreichischen Staatsarchivs), Verfolgter des Nationalsozialismus sowie (1927 bis 1946) römisch-katholischer Geistlicher und Angehöriger des Zisterzienserordens.

## Biographie

### Leben bis 1946
Florian Rath trat in das Zisterzienser-Stift Wilhering ein und nahm den Ordensnamen Gebhard an (nach Gebhard von Salzburg). 1926 legte er die feierliche Profess ab; 1927 wurde er zum Priester geweiht.
Von 1928 bis 1931 studierte er Geschichtswissenschaft an der Universität Wien und wurde 1931 promoviert mit der Dissertation Die Gründungsurkunden und die Gründungsgeschichte der Cisterce Wilhering. Dann war er bis 1940 im Stift Archivar und Bibliothekar.
Als Mitglied der Widerstandsorganisation „Großösterreichische Freiheitsbewegung“, Gruppe Jacob Kastelic, mit deren Aufbau und Leitung in Oberösterreich er beauftragt war, wurde  er am 26. Juli 1940 von der Gestapo festgenommen und (wie sein Abt Bernhard Burgstaller und mehrere Mitbrüder) im Frühjahr 1941 in das Gefängnis Anrath bei Krefeld (heute: Justizvollzugsanstalt Willich I) gebracht. Er wurde am 1. März 1944 vom Volksgerichtshof wegen „Vorbereitung zum Hochverrat“ zu 10 Jahren Zuchthaus verurteilt und blieb bis Ende April 1945 in Haft.
Rath kehrte am 22. Mai 1945 nach Gramastetten zurück, versah aber nicht mehr sein Priesteramt und trat am 1. März 1946 aus dem Zisterzienserorden aus.

### Leben ab 1946
Am 9. Juli 1946 trat Rath in das Österreichische Staatsarchiv ein, war ab 1947 stellvertretender Leiter, sowie ab 1951 Direktor des Haus-, Hof- und Staatsarchivs, ab 1955 auch des Allgemeinen Verwaltungsarchivs und schließlich von 1956 bis zu seiner Pensionierung 1968 Generaldirektor des gesamten Staatsarchivs.
Er wurde am Friedhof der Feuerhalle Simmering bestattet (Abt. 1, Ring 3, Gruppe 1, Nr. 16).

## Werke
- (Bearbeiter mit Erich Reiter): Das älteste Traditionsbuch des Klosters Mondsee, hrsg. vom Oberösterreichischen Landesarchiv, Linz 1989 (= Forschungen zur Geschichte Oberösterreichs. Band 16).